# Night Patrol
Night Patrol – pierwszy anglojęzyczny album studyjny zespołu Maanam wydany w listopadzie 1983 nakładem wytwórni ARTIC Rec. / TELDEC Rec będący odpowiednikiem płyty Nocny patrol. Płyta została wydana z trzema różnymi okładkami: czarną, niebieską i pomarańczową. Była promowana filmem muzycznym pod tym samym tytułem, zawierającym wybrane utwory. Teksty piosenek zostały przetłumaczone przez brytyjskiego tłumacza Toma Wachtela, zajmującego się przekładem tekstów polskich zespołów m.in. Lady Pank, na język angielski.
Marek Jackowski o albumie w Tylko Rocku:

„Była to nasza pierwsza produkcja dwujęzyczna. Firma Rogot, z którą mięliśmy umowę, chciała dość szeroko wejść na rynek. Antoni Roszczuk naprawdę miał kontakty na Zachodzie… Produkcja dwujęzyczna, bo nie wolno zapominać o języku polskim, jak zdarza się to wielu naszym zespołom w tej chwili. Trzeba robić dwie wersje utworu. I traktować je równorzędnie… Do tej płyty wszyscy w zespole mieli najbardziej emocjonalny stosunek. Powstawała w okresie największego nagromadzenia przeżyć różnego typu… To był fragment naszego życia. Człowiek tak był nasycony atmosferą tamtych dni, że płyta musiała właśnie taka być. Udało mi się ściągnąć wspaniałych muzyków, którzy pomogli nam zagrać. I wydaje mi się, że z tej płyty byliśmy najbardziej zadowoleni. Neil Black był bardzo pomocny. Potrafił utrzymać taką brytyjską dynamikę, nagrywaliśmy perkusję ze zwykłym pogłosem sali. W piosence Nocny Patrol rozbijałem z nim dziesiątki butelek… Dobrze sobie radził ze studiem, ze sprzętem. Często – jak byliśmy zmęczeni – potrafił wyjść i zagrać na gitarze jakiś „pattern”. Umiał zasugerować linię melodyczną w jednym czy dwóch utworach. Taka jest rola producenta…”

Recenzenci BRUMU tak piszą o tej płycie:

„Płyta absolutna. Jedno z najważniejszych wydarzeń w polskim rocku, i chyba najdoskonalsze dzieło Marka i Kory…”

## Lista utworów
strona 1
1. „Night Patrol” (muz. M. Jackowski – sł. O. Jackowska, Tom Wachtel) – 4:51
2. „Paranoia” (muz. M. Jackowski – sł. O. Jackowska, Tom Wachtel) – 3:52
3. „Oh!” (muz. M. Jackowski – sł. O. Jackowska, Tom Wachtel) – 4:26
4. „Tango” (muz. M. Jackowski, R. Olesiński – sł. O. Jackowska, Tom Wachtel) – 2:32
5. „French Is Strange” (muz. M. Jackowski – sł. O. Jackowska, Tom Wachtel) – 3:06

strona 2
1. „Explosion” (muz. M. Jackowski – sł. O. Jackowska, Tom Wachtel) – 5:06
2. „Treason” (muz. M. Jackowski – sł. O. Jackowska, Tom Wachtel) – 3:13
3. „Polish Streets” (muz. M. Jackowski, R. Olesiński, B. Kowalewski, P. Markowski) – 3:45
4. „1212” (muz. M. Jackowski – sł. O. Jackowska) – 1:55
5. „City Spleen” (muz. M. Jackowski – sł. O. Jackowska, Tom Wachtel) – 4:30
6. „Roads” (muz. M. Jackowski, R. Olesiński, B. Kowalewski, P. Markowski – sł. O. Jackowska, Tom Wachtel) – 4:20

## Skład
- Kora – śpiew
- Marek Jackowski – gitara
- Ryszard Olesiński – gitara
- Bogdan Kowalewski – gitara basowa
- Paweł Markowski – perkusja

Muzycy towarzyszący
- Andrzej Olejniczak – saksofon
- Janusz Grzywacz – instrumenty klawiszowe
- José Torres – perkusja